# Бољшемуртински рејон
Бољшемуртински рејон (рус. Большемуртинский район) је општински рејон у централном делу Краснојарске Покрајине, Руске Федерације.
Административни центар рејона је насеље Бољшаја Мурта (рус. Большая Мурта). 
Има статус села од посебног значаја и налази се 110 km северно од Краснојарска. Осим овог насеља, рејон обухвата још 37 насељених локалитета, од чега су у 2 урбаног, 10 руралног типа, а остало су засеоци.
Суседни рејони су:
- север: Казачински рејон
- исток: Тасејевски рејон
- југ: Сухобузимски и Јемељановски рејон
- запад: Бириљуски рејон
- северозапад: Пировски рејон

Укупна површина рејона је 6.856 km².
Укупан број становника је 18.503 (2014)